# Phare de Buen Suceso
Le phare de Buen Suceso (en espagnol : faro Buen Suceso), est un phare situé à proximité de la baie Buen Suceso, au sud de la grande île de la Terre de Feu, dans le département d'Ushuaïa, l'une des cinq subdivisions territoriales de la province de Terre de Feu, Antarctique et Îles de l’Atlantique Sud, au sud de l'Argentine.

## Historia
La construction du phare se fait sous la supervision du commandant du navire baliseur ARA Alférez Mackinlay, le lieutenant de vaisseau Ramón Poch.
Le phare d'origine, entré en service le 8 novembre 1916, dû être remplacé en 1928 par une tour métallique, en raison de fragilités structurelles. Le nouveau phare entre en service le 9 décembre 1928, son système d'éclairage est alors alimenté à l'acétylène.
En février 1985, le phare est doté de panneaux photovoltaïques et de batteries pour assurer son alimentation, sa portée passe à 8,9 milles nautiques. Il est actuellement géré par le Servicio de Hidrografía Naval.